# Ha szorít a szorító
Ha szorít a szorító (eredeti címe: Ready to Rumble) egy 2000-es amerikai vígjáték, amelyet Brian Robbins rendezett. A produkció főszerepében David Arquette, Oliver Platt és Scott Caan. John Cena pankrátor ebben a filmben debütált színészként.
A produkciót 2000. április 5-én mutatták be az Egyesült Államokban, Magyarországon videókazettán jelent meg október 12-én.

## Cselekmény
Gordie és Sean, két szennyvízmunkás balesetet szenved a teherautóval, miután kedvenc WCW pankrátoruk, Jimmy King csúfos vereséget szenved Diamond Dallas Page-től. King bajnoki címét csalással veszik el, ami mögött Titus Sinclair áll. Gordie és Sean elhatározzák, hogy segítenek Kingnek újra ringbe szállni, és a nyomába erednek.
Kinget egy lakókocsinál találják meg, és visszaviszik a szülei házához, ahol felesége ágyékon rúgja. King megígéri fiának, hogy ha megnyeri a címét, talál egy jó fogorvost neki. A trió folytatja az utazást a következő WCW Monday Nitro felvételre, New York Citybe. Gordie ezalatt megírja apjának, hogy nem szeretne a nyomdokaiba lépni, mint rendőr.
Diamond Dallas Page gúnyolódik Kinggel a kamera előtt, ami verekedésbe torkollik. Sinclair ezután acélketrec mérkőzést hirdet a WCW Nehézsúlyú világbajnoki címért, valamint 1 millió dolláros pénzdíjért, azzal a kikötéssel, hogy ha King veszít, soha többé nem tér vissza a ringbe.
Sasha, az egyik Nitro-lány, le van nyűgözve Gordie-tól, és később elmennek a lakásába vacsorázni. Amikor Sasha megpróbál lefeküdni Gordie-val, a férfi úgy reagál, mintha birkózómeccs lenne, és lelöki magáról. King felveszi edzőjének Sal Bandinit, ezután találkozik egykori partnerével, Bill Goldberggel, akinek a segítségét kéri. Goldberg úgy gondolja, hogy Kingnek nincs esélye nyerni, ezért visszautasítja. Aznap este Sid Eudy és Perry Saturn pankrátorok megtámadják Sal Bandinit, aki kórházba kerül. Gordie ezután rájön, hogy Sasha Sinclairnak dolgozik, ezért szakít vele.
Mikor Kingék folytatják az edzést, megjelenik Gordie apja, és a tiltakozások ellenére magával viszi, hogy rendőrt csináljon belőle. A mérkőzés estéjén King ismét túlerőben van Diamond Dallas Page verőlegényei ellen. Váratlan segítséget kap Goldbergtől, Booker T-től, Billy Kidmantől, Disco Infernótól, Stingtől és Gordie-tól, aki egy rendőrmotoron érkezik, és "A törvény" néven debütál.
King végül úgy nyeri meg a mérkőzést, hogy Diamond Dallas Page-et a ketrec tetejéről a ring padlójára ejti. Miközben King győzedelmeskedik és ismét WCW Nehézsúlyú világbajnok, Sinclairt kiporolja a közönség. Goldberg felajánlja Kingnek, hogy csapatot alakítsanak, de King ragaszkodik Gordie és Sean csapatához.

## Szereplők
| Szerep                 | Színész          | Magyar hangja     |
| ---------------------- | ---------------- | ----------------- |
| Gordie Boggs           | David Arquette   | Szokol Péter      |
| Jimmy King             | Oliver Platt     | Kocsis György     |
| Sean Dawkins           | Scott Caan       | Seszták Szabolcs  |
| Bill Goldberg (önmaga) | Bill Goldberg    | n.a               |
| Sasha                  | Rose McGowan     | Kiss Virág        |
| Dallas Paga (önmaga)   | Dallas Page      | n.a               |
| Mr Boggs               | Richard Lineback | n.a               |
| Isaac                  | Chris Owen       | Előd Álmos        |
| Titus Sinclair         | Joe Pantoliano   | Tarján Péter      |
| Sal Bandini            | Martin Landau    | Dobránszky Zoltán |
| Eugenia King           | Caroline Rhea    | Kocsis Mariann    |
| Jane King              | Kathleen Freeman | n.a               |
| pénztáros              | Ahmet Zappa      | Seder Gábor       |

további magyar hangok: Bácskai János, Cs. Németh Lajos, Lux Ádám, Megyeri János, Mikula Sándor, Némedi Mari, Wohlmuth István

## Fogadtatás
A Ha szorít a szorító rossz kritikákat kapott. A Rotten Tomatoes 22%-os minősítést kapott 72 vélemény alapján, az összefoglaló szerint: „A humor olyan alacsony szintet üt meg, hogy a gyerekek nem nevetnek rajta, a felnőtteket pedig sérti.” Owen Gleiberman az Entertainment Weeklytől azt írta: „[A film] ostoba és sértő.” Roger Ebert a Chicago Sun-Time-tól azt írta: „Platt egy jó komikus színész, sok filmet láttam tőle, ami tetszett, de itt nincs jól kihasználva.”
A MetaCritic 23 pontot adott a 100-ból 26 értékelés alapján. Jami Bernard a Daily Newstól azt írta: „Csak akkor nézd meg, ha a ToiToi vécés edzések a legélénkebb élmények az életedben.”
A film veszteséges volt pénzügyileg. A Box Office Mojo szerint 12 millió dolláros bevételt folyt be a 24 milliós költségvetésre.